# Settore 3
Il Settore 3 (in romeno Sectorul 3) è uno dei sei settori in cui è suddivisa la città di Bucarest, in Romania.
Il settore 3 si trova tra i settori 2 e 4 ed è il settore più popoloso e densamente popolato di Bucarest, con una popolazione totale di 460 000 abitanti. È anche il più importante di tutti e sei i settori di Bucarest in quanto comprende il centro di Bucarest, il Chilometro zero e altri punti di riferimento significativi.
Nel Settore 3 c'è Lipscani, conosciuta colloquialmente come Vecchia città. È il centro della vita notturna di Bucarest e anche la più grande attrazione per i turisti stranieri. Vale anche la pena notare che il București Mall si trova nel quartiere Vitan del Settore 3. Due dei quartieri del settore sono stati descritti come i più piacevoli dai cittadini di Bucarest.

## Quartieri
Il distretto comprende i seguenti 7 quartieri:
- Centrul Civic
- Dristor
- Dudești
- Lipscani
- Titan
- Văcărești
- Vitan

## Politica
Il sindaco del settore è Robert Negoiță, sostenuto da Alleanza Pro Bucarest 2020. Il Consiglio locale del Settore 3 ha 31 seggi, con la seguente composizione del partito (a partire dal 2020):
| Partito | Partito                              | Seggi | Consiglio attuale | Consiglio attuale | Consiglio attuale | Consiglio attuale | Consiglio attuale | Consiglio attuale | Consiglio attuale | Consiglio attuale | Consiglio attuale |
| ------- | ------------------------------------ | ----- | ----------------- | ----------------- | ----------------- | ----------------- | ----------------- | ----------------- | ----------------- | ----------------- | ----------------- |
|         | Alleanza 2020 USR PLUS (USR PLUS)    | 9     |                   |                   |                   |                   |                   |                   |                   |                   |                   |
|         | Partito Social Democratico (PSD)     | 8     |                   |                   |                   |                   |                   |                   |                   |                   |                   |
|         | Partito Nazionale Liberale (PNL)     | 7     |                   |                   |                   |                   |                   |                   |                   |                   |                   |
|         | Pro Bucarest 2020                    | 5     |                   |                   |                   |                   |                   |                   |                   |                   |                   |
|         | Partito del Movimento Popolare (PMP) | 2     |                   |                   |                   |                   |                   |                   |                   |                   |                   |

### Sindaci
| Sindaco              | Partito | Partito           | Mandato                           |
| -------------------- | ------- | ----------------- | --------------------------------- |
| Constantin Tutunaru  |         | PNȚCD             | 23 febbraio 1992 – 16 giugno 1996 |
| Sorin Paliga         |         | PNL               | 16 giugno 1996 – 4 giugno 2000    |
| Eugen Pleșca         |         | PSD               | 4 giugno 2000 – 20 giugno 2004    |
| Liviu Negoiță        |         | PDL               | 20 giugno 2004 – 15 giugno 2012   |
| Robert Sorin Negoiță |         | Pro Bucarest 2020 | 15 giugno 2012 – in carica        |